# 自動採寸
自動採寸（じどうさいすん）は、自動で採寸を行うものであり、アパレル産業やヘルスケアに使われている。日経BPは自動採寸技術をサイズテックと呼んで特集している。

## 体の自動採寸
- ZOZOSUIT - 日本のファッション通販サイトZOZOTOWNの運営元ZOZOの提供する家庭用採寸ボディスーツ。StretchSenseとの共同開発[2]。
  - ZOZOSUIT2 - ZOZOSUITの改良版[2]。
- Bodygram - 写真から体の寸法を行うアプリであり、米Bodygram社が提供している。その技術はユニクロの独自アプリ（「UNIQLOアプリ」）の MySize CAMERA 機能にも採用されている[3]。
- D MEASURE - コナカの写真から体の寸法を行うアプリであり、日本のベンチャー企業Arithmerの技術を採用している[4]。
- 1 measure - 中国SHENZHEN TOZI TECHNOLOGYの採寸技術[5]。三越伊勢丹[6]やタカキューで採用されている[7]。

## 足の自動採寸
- ZOZOMAT - 日本のファッション通販サイトZOZOTOWNの運営元ZOZOの提供する家庭用採寸マット[8]
- Flicfit - 足採寸用の3Dスキャナー（フットデジタイザ）であり、阪急百貨店うめだ本店や髙島屋大阪店に設置されている[9]。
- ECCO QUANT-U - デンマーク企業ECCOのミッドソール作成システムであり、フットデジタイザ及び歩行データ計測システムを使って個々に合わせたミッドソールを算出し、それを3Dプリンタで作成する[10][11]。日本では伊勢丹新宿店で展開されている[11]。

## 手の自動採寸
- ZOZOMAT for Hands[12]